# براد توماس (لاعب كرة قاعدة)
براد توماس (بالإنجليزية: Brad Thomas)‏ هو لاعب كرة قاعدة أسترالي، ولد في 22 أكتوبر 1977 في سيدني في أستراليا.

## وصلات خارجية
- براد توماس على موقع دوري كرة القاعدة الرئيسي (الإنجليزية)
- براد توماس على موقع الدوري الياباني لكرة القاعدة (الإنجليزية)
- براد توماس على موقع دوري كوريا الجنوبية لكرة القاعدة (الإنجليزية)
- براد توماس على موقع دوري أستراليا لكرة القاعدة (الإنجليزية)
- براد توماس على موقعبيزبول رفرنس.كوم (الدوري الرئيسي) (الإنجليزية)
- براد توماس على موقعبيزبول رفرنس.كوم (الدوري الثانوي) (الإنجليزية)
- براد توماس على موقع إي إس بي إن.كوم (أم.أل.بي) (الإنجليزية)
- براد توماس على موقع مشجعي الرسوم البيانية (الإنجليزية)
- براد توماس على موقع أوليمبيديا (الإنجليزية)
- براد توماس على موقع اللجنة الأولمبية الأسترالية (الإنجليزية)